# Danh sách cơ quan đại diện ngoại giao của Việt Nam Cộng hòa
Danh sách cơ quan đại diện ngoại giao của Việt Nam Cộng hòa là danh sách cơ quan đại diện ngoại giao của cựu quốc gia Đông Nam Á là Việt Nam Cộng hòa (Nam Việt Nam) được công nhận ở nước ngoài. Trước khi sụp đổ vào tháng 4 năm 1975, Việt Nam Cộng hòa đã nhận được sự công nhận ngoại giao từ 95 quốc gia trong đó có Hoa Kỳ,:5 còn cho mở đại sứ quán tại một số quốc gia đó nữa.

## Châu Phi
- Trung Phi
  - Bangui (Đại sứ quán, cũng đóng ở Tchad)[6][7][8]
- Bờ Biển Ngà
  - Abidjan (Đại sứ quán, kiêm nhiệm Niger, Togo và Thượng Volta)[7][9][10]
- Gambia
  - Banjul (Đại sứ quán)
- Liberia
  - Monrovia (Đại sứ quán)[11]
- Maroc
  - Rabat (Đại sứ quán)[12][13]
- Sénégal
  - Dakar (Đại sứ quán, quan hệ ngoại giao bị cắt đứt vào ngày 16 tháng 8 năm 1973)[11][14][15]
- Tunisia
  - Tunis (Đại sứ quán, cũng đóng ở Gabon, Cameroon, Libya)[7][16][17]
- Zaire
  - Kinshasa (Đại sứ quán)[18]

## Châu Mỹ
- Argentina
  - Buenos Aires (Đại sứ quán)[19]
- Brasil
  - Brasilia (Đại sứ quán)[20][21]
  - Rio de Janeiro (Tổng lãnh sự quán)[22]
- Canada
  - Ottawa (Đại sứ quán)[23]
- Hoa Kỳ
  - Washington, D.C. (Đại sứ quán)
  - New York (Tổng lãnh sự quán)[24]
  - San Francisco (Tổng lãnh sự quán)[25][26]

## Châu Á
- Hồng Kông thuộc Anh
  - Hồng Kông (Tổng lãnh sự quán)[27][28][29]
- Indonesia
  - Jakarta (Tổng lãnh sự quán cho đến năm 1964)[30]
- Ấn Độ
  - New Delhi (Tổng lãnh sự quán)[31][32]
- Iran
  - Tehran (Đại sứ quán)
- Jordan
  - Amman (Đại sứ quán)[7]
- Nhật Bản
  - Tokyo (Đại sứ quán)[33][34]
- Campuchia
  - Phnôm Pênh (Đại sứ quán)[35]
  - Battambang (Tổng lãnh sự quán)[36]
- Vương quốc Lào
  - Viêng Chăn (Đại sứ quán)[37]
  - Pakse (Lãnh sự quán)[38]
- Liban
  - Beirut (Đại sứ quán)
- Myanmar
  - Yangon (Tổng lãnh sự quán)
- Malaysia
  - Kuala Lumpur (Đại sứ quán)[39][40]
- Philippines
  - Manila (Đại sứ quán)[41]
- Đài Loan
  - Đài Bắc (Đại sứ quán)[42]
- Hàn Quốc
  - Seoul (Đại sứ quán)[43][44]
- Ả Rập Xê Út
  - Riyadh (Đại sứ quán)[7]
- Singapore
  - Singapore (Tổng lãnh sự quán)[45]
- Thái Lan
  - Bangkok (Đại sứ quán)[46]
- Thổ Nhĩ Kỳ
  - Ankara (Đại sứ quán)[47]

## Châu Âu
- Bỉ
  - Brussels (Đại sứ quán)[48][49]
- Thụy Sĩ
  - Bern (Đại sứ quán)[50]
- Pháp
  - Paris (Đại sứ quán)[51][52]
- Tây Đức
  - Bonn (Đại sứ quán, kiêm nhiệm Thụy Điển, Na Uy, Đan Mạch, Iceland)[53][54][55]
- Anh Quốc
  - Luân Đôn (Đại sứ quán, kiêm nhiệm Hà Lan, Áo)[56][57][58]
- Ý
  - Roma (Đại sứ quán, kiêm nhiệm Hy Lạp, Tây Ban Nha)[58][59]
- Na Uy
  - Oslo (Đại sứ quán)[60][61]
- Thụy Điển
  - Stockholm (Đại sứ quán)

## Châu Đại Dương
- Úc
  - Canberra (Đại sứ quán)[62]
- New Zealand
  - Wellington (Đại sứ quán)[63][64][65]

## Tổ chức Quốc tế
- Cộng đồng Kinh tế châu Âu
  - Bruxelles (Phái đoàn)[66][67]
- Liên Hợp Quốc
  - New York (Văn phòng Quan sát viên Thường trực)[68][69]